# Bozóki András
Bozóki Tamás András (Budapest, 1959. január 23. –) magyar politológus, szociológus, egyetemi tanár, az MTA doktora. Kutatási területe: a politikai változás típusai, politikai rendszerek, közép-európai politika, politikai ideológiák, az eszmetörténet és az értelmiség politikai szerepe. A Magyar Narancs című lap és a Politikatudományi Szemle című folyóirat alapító szerkesztője. 2005–2006-ban kulturális miniszter.

## Életpályája
Szülei: Bozóki Béla gépészmérnök és Baranyi Margit iparművész. Húga, Bozóki Mara díszlet- és jelmeztervező.
Tanulmányait 1978–1983 között az Eötvös Loránd Tudományegyetem Állam- és Jogtudományi Karán, majd 1980–1985 között az ELTE Szociológiai Intézetében végezte. 1983-ban jogi doktorátust, 1985-ben szociológusi diplomát szerzett. Végzés után az ELTE ÁJTK-n kapott oktatói állást, ahol 1983–2020 között a jogszociológia tanszéken (2013-tól: jog- és társadalomelméleti tanszék) tanított. 1988–89-ben a UCLA Szociológia Tanszékén volt ösztöndíjas Los Angelesben. 1992-ben védte meg politikatudományi kandidátusi disszertációját a Magyar Tudományos Akadémián.1991-1993 között az MTA Politikatudományi Intézete tudományos munkatársa volt.
1993-tól főállásban a Közép-európai Egyetem (CEU) oktatója, részt vett a politikatudományi doktori program kidolgozásában. 2003-ban habilitált, 2005-től egyetemi tanár, 2020-tól az Magyar Tudományos Akadémia doktora. 2019-től Bécsben tanít, továbbra is a CEU professzoraként.
Visszatérő vendégprofesszor volt a New York-i Columbia Egyetemen (Deák Chair, 2004, 2009, 2015), vendégtanár a Nottinghami Egyetemen (1993), a massachusettsi Smith College-ban, Mount Holyoke College-ban és Hampshire College-ban (1999–2000), valamint a Tübingeni Egyetemen (1999–2001), a Bolognai Egyetemen (2008) és a Ljubljanai Egyetemen (2013).
Kutatóként dolgozott a bécsi Institut für die Wissenschaften von Menschen (IWM) (1990–1991 és 2018), a berlini Wisschenschaftskolleg (Andrew Mellon Fellow, 1993–1994), brightoni Sussex University Európai Intézete (1998), a hollandiai Netherlands Institute for Advanced Study (NIAS) (1998), a firenzei European University Institute (EUI) (Jean Monnet Fellow, 2000–2001 és Fernand Braudel Fellow, 2012), a stockholmi Södertörns Egyetem (2008) és a CEU Institute for Advanced Study (2014, 2022) intézményeiben.
A Magyar Politikatudományi Társaság elnöke (2003–2005), illetve elnökségi tagja (1991–2018), valamint a Magyar Tudományos Akadémia Politikatudományi Bizottságának elnöke (2011–2017) volt. Az Európai Politikatudományi Hálózat elnökségi tagjaként (2002–2008), majd a Politikatudományi Társaságok Európai Konföderációja végrehajtó bizottságának tagjaként (2008–2012) is tevékenykedett.
1992–2000 között a Politikatudományi Szemle egyik alapító szerkesztőjeként dolgozott, azóta a szerkesztő bizottság tagja. 1991–1994 között a Szociológiai Szemle szerkesztőbizottságának tagja, 2008–2012 között a Eurosphere Working Papers Series főszerkesztője volt. Emellett tagja a European Political Science, a Taiwan Journal of Democracy, az East European Quarterly, az Intersections: East European Journal of Society and Politics, a Research in Social Change, a Journal of Political Science Education és a CEU Political Science Journal című folyóiratok szerkesztő bizottságának.
Tanulmányai jelentek meg az alábbi folyóiratokban: Comparative Sociology, East European Politics, Democratization, Perspectives on Politics, East European Politics and Societies, European Political Science, Taiwan Journal of Democracy, Journal of Communist Studies and Transition Politics, Baltic Worlds, Journal of Contemporary Central and Eastern Europe, Athenaeum: Polish Political Science Studies, East European Constitutional Review, Advances in the History of Rhetorics, Public Seminar, Visegrad Insight, Transit, Praxis International, Studies in Public Policy, Mediations, Central European Political Science Review, The Hungarian Quarterly, East European Reporter, Osteuropa, Zeitgeschichte, Europäische Rundschau, Berliner Debatte, Relacoes Internacionais, Dossier Science-Po, Navychod, Naukovi Zapiszki, Vengerszkij Meridian, Politikatudományi Szemle, Szociológiai Szemle, Fundamentum, Beszélő, Kultúra és közösség, Korunk, Mozgó Világ, Valóság, Kritika, Medvetánc, Világosság, Élet és Irodalom, Liget, Századvég, Holmi, Ifjúsági Szemle, Hamu és Gyémánt, Társadalomkutatás, Magyar Narancs, Figyelő, HVG, Jelenkor, Új Dunatáj, Octogon, Fordulat stb.
Aktívan részt vett a közéletben a rendszerváltás idején. 1985-ben részt vett az Európai Kulturális Fórum ellenzéki rendezvényén, 1987-ben ott volt a lakiteleki találkozón, 1988 májusában a Szabad Kezdeményezések Hálózata alapítója volt, 1988-1993 között a Fidesz tagja. 1989-ben részt vett a Nemzeti Kerekasztal-tárgyalásokon, ahol az Ellenzéki Kerekasztal képviseletében az erőszakos megoldásokat kizáró jogi garanciák megteremtésével foglalkozó munkabizottság tagja volt. 1990 januártól májusig a Fidesz szóvivője, 1991-1992-ben a párt parlamenti frakciójának szakértője volt, 1993–ban kilépett a Fideszből. 2003–2004 között tagja volt Medgyessy Péter miniszterelnök tanácsadó testületének. 2005 februárjától 2006 júniusáig kulturális miniszter volt az első Gyurcsány-kormányban.
1989-1992 között a Magyar Narancs alapító szerkesztőjeként, 1992-1996 között főmunkatársaként dolgozott. A 2000-es években a Magyar Hírlap, majd a Figyelő kolumnistája volt.

## Díjai, elismerései
- Erdei Ferenc-díj (1991)
- Pulitzer-emlékdíj (1993, a Magyar Narancs szerkesztősége)
- Bibó István-díj (2009)

## Főbb publikációi (könyvek)
- A Szép Szó 1936–1939. Budapest: Kossuth–Magvető (szerk.), 1987
- Anarchizmus. Budapest: Századvég, (társszerk.), 1991
- Társadalomismeret. Középiskolai tankönyv. Budapest (társszerző), 1991
- Post-Communist Transition: Emerging Pluralism in Hungary London: Pinter, New York: St. Martin's Press (társszerző és társszerk.) 1992. Bloomsbury Academic, 2016
- Tiszta lappal. A Fidesz a magyar politikában. Budapest (szerk.), 1992
- Zsolt Béla: A végzetes toll. Budapest: Századvég (szerk.), 1992
- Polgárosodás, civil társadalom és demokrácia. Budapest: MTA PTI (társszerző), 1993
- Az anarchizmus elmélete és magyarországi története. Budapest: Cserépfalvi, (társszerző), 1994
- Democratic Legitimacy in Post-Communist Societies. Budapest – Tübingen: T-Twins, (szerk.), 1994
- Konfrontáció és konszenzus: a demokratizálás stratégiái. Szombathely: Savaria University Press, 1995
- Anarchizmus ma. Budapest: T-Twins, (társszerk.), 1995
- Lawful Revolution in Hungary. Boulder, Colorado: Social Science Monographs, (társszerk.), 1995
- Magyar panoptikum. Budapest: Kávé kiadó, 1996
- Ignotus Pál: Vissza az értelemhez. Budapest: Új Mandátum, (szerk.), 1997
- Magyar politikusok arcképcsarnoka. Budapest: Századvég, (társszerző), 1998
- Magyar anarchizmus. Budapest: Balassi, (társszerk.), 1998
- Intellectuals and Politics in Central Europe. Budapest – New York: CEU Press, (szerk.), 1999
- A rendszerváltás forgatókönyve: kerekasztal-tárgyalások 1989-ben I–IV. Budapest: Magvető, (főszerk.), 1999
- A rendszerváltás forgatókönyve: kerekasztal-tárgyalások 1989-ben V–VI. Budapest: Új Mandátum, (társszerk.), 2000
- A rendszerváltás forgatókönyve: kerekasztal-tárgyalások 1989-ben VII. Alkotmányos forradalom: Tanulmányok. Budapest: Új Mandátum, (szerk.), 2000
- A rendszerváltás forgatókönyve: kerekasztal-tárgyalások 1989-ben VIII. Portrék és életrajzok. Budapest: Új Mandátum, (társszerk.), 1999
- The Roundtable Talks of 1989: The Genesis of Hungarian Democracy. Budapest – New York: CEU Press (szerk.), 2002
- The Communist Successor Parties of Central and Eastern Europe. New York – London: M. E. Sharpe, (társszerk.), 2002, Re-published by Routledge
- Politikai pluralizmus Magyarországon 1987–2002 Budapest: Századvég, 2003
- The Future of Democracy in Europe: Trends, Analyses and Reforms. Luxembourg: Council of Europe, (társszerző), 2004
- Migrants, Minorities, Belonging and Citizenship. Bergen. BRIC, (társszerző), 2004
- Anarchism in Hungary: Theory, History, Legacies. Boulder, Colorado: Social Science Monographs, (társszerző), 2006
- Ars politica. Budapest: Jószöveg, 2007
- Anarcho-demokraták Budapest: Gondolat, (társszerző), 2007
- Merre tovább, Magyarország? Budapest: Palatinus (társszerző), 2008
- Az anarchizmus klasszikusai. Budapest: Mundus (társszerk.), 2009
- Diversity and the European Public Sphere: The Case of Hungary. Bergen: BRIC (társszerző), 2010
- Jegyzetek a szabadságról: Ignotus Pál írásai. Budapest: Gondolat (szerk.), 2010
- Virtuális köztársaság; Budapest: Gondolat, 2012
- Cenzorok helyett fekvőrendőrök. Politikai kultúra és kulturális politika; Budapest: L'Harmattan, 2012
- 25 Years after the Fall of Iron Curtain: The State of Integration of East and West in the European Union. Brussels: European Commission, (társszerző), 2014
- Lépték és irónia: szociológiai kalandozások. Budapest: L'Harmattan – MTA TK (társszerk.), 2018
- Gördülő rendszerváltás: az értelmiség politikai szerepe Magyarországon, 1977–1994. Budapest: L'Harmattan, 2019
- Háttal Európának / Hungary Turns Its Back on Europe. Budapest: OHA, (társszerző), 2020
- Háttal Európának 2. /Hungary Turns Its Back on Europe 2. Budapest: OHA, (társszerző), 2022
- Rolling Transition and the Role of Intellectuals: The Case of Hungary. Budapest – New York: CEU Press, 2022
- Töréspontok: Tanulmányok az autokrácia kialakulásáról. Budapest: Gondolat, 2024
- Embedded Autocracy: Hungary in the European Union. (társszerző), Lanham – London – New York: Lexington Books, 2024